# وائل عبد الستار
وائل عبد الستار لاعب كرة قدم مصري سابق في مركز حراسة المرمى ، وقد شارك مع نادي غزل السويس في الدوري الممتاز موسم 2001–2002.